# كيري جاستن
كيري جاستن (بالإنجليزية: Kerry Justin)‏ هو لاعب كرة قدم أمريكية أمريكي، ولد في 3 مايو 1955 في نيو أورلينز في الولايات المتحدة.

## وصلات خارجية
- كيري جاستن على موقع مرجع كرة القدم المحترفة.كوم (الإنجليزية)